# 韋斯利·布萊恩
韋斯利·布萊恩（英語：Wesley Bryan，1990年3月26日—）是美國的一位高爾夫球運動員。他主要參加PGA巡迴賽的賽事。他在南卡羅來納州大學就讀時就已經是高爾夫球隊的成員並贏得過兩次冠軍。2017年，他贏得傳承盃高球賽冠軍，這是他的首個PGA巡迴賽冠軍。

## 外部連結
- 官方网站
- 韋斯利·布萊恩在PGA巡迴賽的官方網站
- 韋斯利·布萊恩在男子高爾夫世界排名的官方網站